# Baía de Antonina
A baía de Antonina está situada no litoral norte do estado do Paraná, Brasil. Pode ser considerada uma extensão da baía de Paranaguá.
Nela desaguam os rios rio Cachoeira, Cacatu e outros.
A baía de Antonina é o local onde as águas do oceano Atlântico mais adentram no continente americano, chegando próximas das encostas da serra do Mar, tendo suas águas propícias para esportes aquáticos.